# Europa-Stipendium des Evangelischen Studienwerks Villigst
Das Osteuropa-Stipendium ist ein Stipendienprogramm des Evangelischen Studienwerks Villigst für die Förderung Studierender aus Mitgliedstaaten und Beitrittsländern der EU, vor allem aus osteuropäischen Staaten. Gefördert wird das Studium aller Studienfächer und Fachrichtungen an Fachhochschulen und Universitäten in Deutschland.
Als formelle Voraussetzungen gelten nachweislich gute Deutschkenntnisse und die Mitgliedschaft einer evangelischen Kirche, wobei im Falle einer Nicht-Mitgliedschaft ein Sonderantrag möglich ist. Daneben werden Ehrenamt und fachliche Eignung als Kriterien für die Aufnahme herangezogen.
Eine Aufnahme in die Förderung nach dem vierten Fachsemester, für Zweitstudiengänge sowie ausschließlich für Masterstudiengängen sind nicht möglich.
Die Förderung erfolgt ohne Probezeit und für die gesamte Studiendauer. Die finanzielle Förderung umfasst bis zu 597 €, abhängig vom Einkommen des Stipendiaten sowie von dessen Eltern, und 300 € Studienkostenpauschale im Monat (Stand 2021). Auch weitere Leistungen wie Auslandsaufenthalte sowie Praktika werden gefördert. Des Weiteren umfasst das Stipendium eine ideelle Förderung, darunter individuelle Begleitung, ein interdisziplinäres Bildungsangebot und die Möglichkeit zur Mitbestimmung im Studienwerk.